# Salchicha china
La salchicha china (denominado en en chino simplificado, 腊肠; en chino tradicional, 臘腸; pinyin, làcháng,(Jyutping: laap6 coeng4) es un término genérico empleado a las diferentes tipos de salchichas elaboradas en China.

## Tipos
Existen una gran variedad de salchichas que van desde las grasientas a las que poseen un alto contenido cárnico, existen las que se hacen de carne de cerdo picado de algunas de sus vísceras, hasta las que se hacen de carne de pato o pollo. Tradicionalmente se distinguen de dos tipos.
- Laap Cheong (臘腸) que consiste en una salchicha seca, dura y elaborada de cerdo y con alto contenido de grasa. Por regla general es una salchicha ahumada, ligeramente dulce y especiada.
- Yeung Cheong (膶腸) se elabora de hígado de cerdo. Yeung Cheong no tiene un sabor dulce.

- Datos: Q2566922
- Multimedia: Sausages of China / Q2566922